# Parishes von Barbados

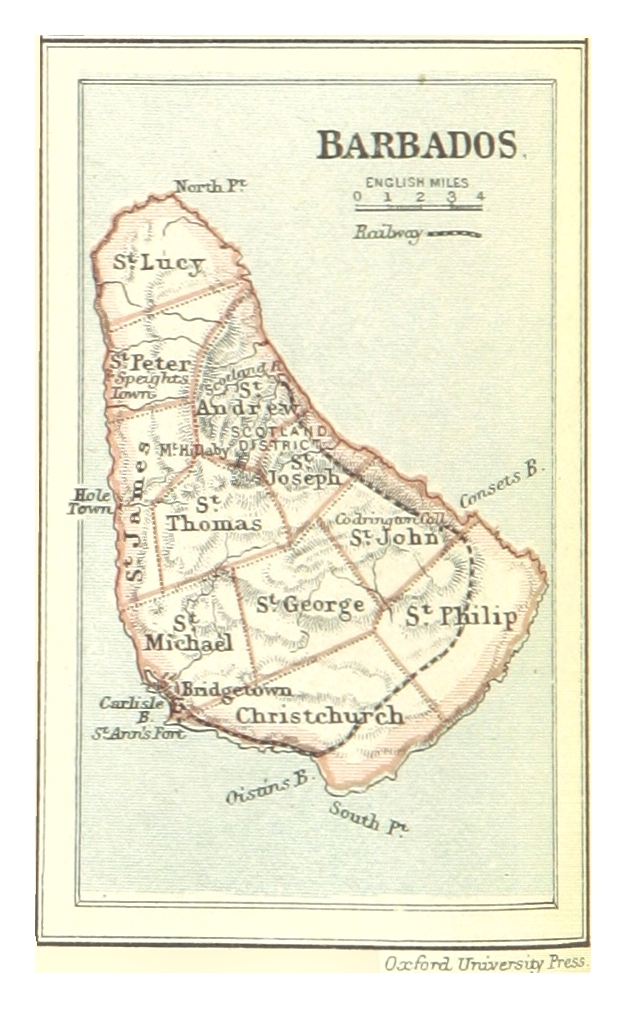
Karte aus dem Jahr 1888

Das Land Barbados ist in elf Parishes unterteilt.

## Unterteilung
Barbados ist heute in elf Parishes eingeteilt.
| Name          | Langname                    | Hauptstadt   | Fläche            | Einwohner | Einwohnerdichte |
| ------------- | --------------------------- | ------------ | ----------------- | --------- | --------------- |
| Christ Church | The Parish of Christ Church | Oistins      | 57 km² (22 sq mi) | 54.336    | 0953,3/km²      |
| St. Andrew    | The Parish of Saint Andrew  | Greenland    | 36 km² (14 sq mi) | 05.139    | 0142,8/km²      |
| St. George    | The Parish of Saint George  | Bulkeley     | 44 km² (17 sq mi) | 19.767    | 0449,3/km²      |
| St. James     | The Parish of Saint James   | Holetown     | 31 km² (12 sq mi) | 28.498    | 0449,3/km²      |
| St. John      | The Parish of Saint John    | Four Roads   | 34 km² (13 sq mi) | 08.963    | 0263,6/km²      |
| St. Joseph    | The Parish of Saint Joseph  | Bathsheba    | 26 km² (10 sq mi) | 06.620    | 0254,6/km²      |
| St. Lucy      | The Parish of Saint Lucy    | Crab Hill    | 36 km² (14 sq mi) | 09.758    | 0271,1/km²      |
| St. Michael   | The Parish of Saint Michael | Bridgetown   | 39 km² (15 sq mi) | 88.529    | 2270,0/km²      |
| St. Peter     | The Parish of Saint Peter   | Speightstown | 34 km² (13 sq mi) | 11.300    | 0332,4/km²      |
| St. Philip    | The Parish of Saint Philip  | Six Roads    | 60 km² (23 sq mi) | 30.662    | 0511,0/km²      |
| St. Thomas    | The Parish of Saint Thomas  | Hillaby      | 34 km² (13 sq mi) | 14.249    | 0419,1/km²      |

## Geschichte
Das System der Parishes basierte ursprünglich auf dem System der Church of England. Die unterschiedliche Größe und Form jeder Gemeinde wurde hauptsächlich von den großen Plantagen von Baumwolle, Zuckerrohr und Tabak beeinflusst, die während der Kolonialzeit von Barbados existierten. Als im 17. Jahrhundert auf der ganzen Insel verschiedene Kapellen errichtet wurden, wurden einige lokale Kirchen in den Status einer Pfarrkirche (Parish) erhoben, was zur Bildung neuer Parishes führte.
Bis 1629 bildeten die englischen Siedler sechs Parishes auf der Insel:
- The Parish of Christ Church,
- The Parish of St. James,
- The Parish of St. Lucy,
- The Parish of St. Michael,
- The Parish of St. Peter, and
- The Parish of St. Thomas

1645 wurden fünf neue Parishes eingeführt:
- The Parish of St. Andrew,
- The Parish of St. George,
- The Parish of St. John,
- The Parish of St. Joseph, and
- The Parish of St. Philip.

So wurde Barbados in die heutigen elf Gemeinden eingeteilt, die den früheren Kirchengemeinden entsprechen. Alle Parishes hielten jeweils ihre eigenen lokalen Regierungsräte, die bis heute bestehen.